# Bobritzsch (Sassonia)
Bobritzsch è un ex-comune di 4.596 abitanti della Sassonia, in Germania. Il 1º gennaio 2012 è stato accorpato al vicino comune di Hilbersdorf, dando origine alla municipalità di Bobritzsch-Hilbersdorf.
Appartiene al circondario (Landkreis) della Sassonia centrale (targa FG).